# Arthur Laffer
Arthur Laffer  es un economista estadounidense que sirvió como asesor del consejo de política económica del gobierno del presidente Ronald Reagan. Es mundialmente conocido por su desarrollo de la Curva de Laffer, la cual postula que existe una tasa impositiva capaz de maximizar la recaudación del fisco pero que si un gobierno se excede de esa tasa, terminará recaudando menos.

## Edad temprana y educación
Laffer nació en Youngstown, Ohio, hijo de Marian Amelia «Molly» Betz, ama de casa y política, y William Gillespie Laffer, presidente de la Corporación Clevite. Fue criado en el área de Cleveland, Ohio. Es presbiteriano, y se graduó de la escuela secundaria Hawken School de Cleveland en 1958. Laffer obtuvo una B.A. en Economía de la Universidad de Yale (1963) y un MBA (1965) y un Ph.D. en Economía (1972) de la Universidad de Stanford. En 1973 ingresaría a trabajar como asesor del Partido Republicano.